# Rejon newelski (obwód pskowski)
Rejon newelski (ros. Невельский район) – rejon w Rosji, w obwodzie pskowskim ze stolicą w Newlu. Sąsiaduje z Białorusią.

## Historia
W czasach Rzeczypospolitej ziemie te leżały w województwie połockim. Odpadły od Polski w wyniku I rozbioru.